# Цицалюк, Григорий Никифорович
Григорий Никифорович Цицалюк (23 сентября 1929  — 17 июня 1995 ), композитор родом из с. Подолье (теперь Хмельницкая область). Заслуженный деятель искусств Украинской ССР (1977).

## Биография
Окончил Львовскую консерваторию (у С. Людкевича); 1953 - 57 — художественный руководитель Винницкой областной филармонии, позже преподаватель музыкальных дисциплин в разных заведениях Харькова – с 1961 – преподаватель Харьковского института культуры, с 1962 – Харьковского института искусств и руководитель самодеятельного ансамбля песни и танца «Серп и Молот». Произведения: симфония и две поэмы для симфонического оркестра, произведения для фортепиано и хора, обработка украинских народных песен.

## Творчество
Автор произведений: для симфонического оркестра – «Легендарные партизаны» (1954), «Эпическая поэма» (1963), симфония (1968), поэма «Отакар Ярош» (1974), сюиты – «Песня родного края» (1980), 2 "Украинские симфонические танцы" (1982, 1984)